# 宮崎産業経営大学
宮崎産業経営大学（みやざきさんぎょうけいえいだいがく、英語: Miyazaki Sangyo-keiei University）は、宮崎県宮崎市古城町丸尾100番地に本部を置く日本の私立大学。1923年創立、1987年大学設置。大学の略称は産経大。

## 沿革
- 1923年 - 宮崎市に日州高等簿記学校を設立
- 1987年 - 宮崎市に宮崎産業経営大学を開学（宮崎キャンパス法学部・経営学部）
- 1991年 - 都城市に経済学部を開設（都城キャンパス）
- 2004年 - 経済学部廃止（都城キャンパス）、跡地には2009年に南九州大学が移転。
- 2010年 - オーストラリアボンド大学と提携（国際交流）。

## 教育の特色
- 1年次からキャリア形成のための進路支援演習（キャリアナビ「Cナビ」）が開講されている。
- 教職課程が充実しており、地元の公立学校・私立学校に多くの教員を輩出している。
- 学内に塾（Sun18°塾）が設置されており、学生の要望に沿って資格試験の学習ができる。
- 面倒見の良さや地域貢献が高く評価されている。

## 学部・コース
- 法学部
  - 法律学科
    - 行政システムコース
    - 法律実践コース
    - スポーツ法学コース
- 経営学部
  - 経営学科
    - 総合経営コース
    - 金融マネジメントコース
    - スポーツマネジメントコース

取得できる資格（教職課程）
中学校教諭一種（社会）
高等学校教諭一種（地理歴史、公民、商業、情報）

## キャンパス
- キャンパスへのアクセス

宮崎交通バス　清武・田野線「産経大入口」バス停下車、徒歩3分
日豊本線・日南線 南宮崎駅より車で約5分
- 施設

1号館　2号館　3号館　4号館　5号館　福利厚生棟　図書館棟　
体育館　弓道場　武道館　グラウンド　野球場
- 大学祭（11月古城祭）
- クラブサークル

スポーツ - サッカー部　バスケットボール部　サーフィン部　他
カルチャー - 沖縄芸能研究会　アウトドア部　証券投資研究会　他
- 学内塾（Sun18°塾）

法学系 - 国家大計塾　宅地建物取引士チャレンジ塾　リーガルマイスター養成塾　　
経営系 - 青年実業家塾　ITリーダー塾　税務会計塾　
教職系 - 教員養成塾

## 対外関係

### 他大学との協定

#### 国内大学
- 放送大学[1]

#### 国外大学
協定校
- オランダ
  - ワーゲニンゲン大学（英語版）
- オーストラリア
  - ボンド大学
- アメリカ合衆国
  - グアム大学

## 著名なクラブ
サーフィン部
全国有数のサーフスポットを有する宮崎の地の利を生かしたクラブで発足以来目覚ましい活躍をとげる。
監督：坂上司
在籍プロサーファー：萩原水紀,杉原康幸,梅野紘聖
2002年 「マリンスポーツ部」創設、「第１回曽山寺マスターズ」主催(以降,毎年開催)
個人:優勝:西日本選手権宮崎支部予選(MEN) / ムーブスCP / ラームスCP九州
2003年「サーフィン部」に名称変更
個人:優勝:全日本級別選手権大会/全日本大学サーフィン選手権大会/宮崎サーキットグランドチャンピオン
2004年 本学にて「特定スポーツ」に指定され「スポーツ推薦」・「スポーツ特待」の枠を獲得。 
団体:準優勝:全日本大学サーフィン選手権大会
2005年 団体:優勝:全日本大学サーフィン選手権大会
2007年 団体:優勝:全日本大学サーフィン選手権大会(個人男子:1～4位独占)
サッカー部
天皇杯5度出場。詳細は宮崎産業経営大学サッカー部を参照。
硬式野球部
第67回全日本大学野球選手権大会で九州地区大学野球連盟南部九州代表で初出場（宮崎県勢としても）ながら準々決勝に進出し話題を集めた。私立大学としては珍しく野球推薦や特待生制度はなく選手のほとんどは宮崎を中心にした南部九州出身で、グラウンドも鵬翔高校の部活動との共用のため使う日時が決められており、そのようなハンデを乗り越えながらの快進撃だった。

## 大学関係者一覧

### 教員
- 杉村敏正 - 法学者
- 貫達人 - 歴史学者
- 渡辺綱纜 - 実業家

### サッカー
- 内間安路 - 元プロサッカー選手（サガン鳥栖等）
- 宇津元伸弥 - プロサッカー選手（大分トリニータ）
- 北村知也 - プロサッカー選手（テゲバジャーロ宮崎）
- 五領淳樹 - プロサッカー選手（鹿児島ユナイテッドFC）
- 島屋八徳 - プロサッカー選手（レノファ山口FC）
- 鈴木義宜 - プロサッカー選手（清水エスパルス）
- 田上裕 - 元プロサッカー選手（鹿児島ユナイテッドFC等）
- 長谷川雄志 - プロサッカー選手（徳島ヴォルティス）
- 前田椋介 - サッカー選手（水戸ホーリーホック）
- 村尾龍矢 - 元サッカー選手（テゲバジャーロ宮崎等）

### その他
- 平林泰三 - 審判員、元ラグビー選手
- s@ko - ローカルタレント、ラジオパーソナリティー
- 田代剛 - 宮崎放送アナウンサー、元四国放送

## 系列校
- 鵬翔中学校・高等学校